# Лейнсвілл (Індіана)
Лейнсвілл (англ. Lanesville) — місто (англ. town) в США, в окрузі Гаррісон штату Індіана. Населення — 935 осіб (2020).

## Географія
Лейнсвілл розташований за координатами 38°14′6″ пн. ш. 85°59′9″ зх. д. / 38.23500° пн. ш. 85.98583° зх. д. (38.234983, -85.985840).  За даними Бюро перепису населення США в 2010 році місто мало площу 1,35 км², уся площа — суходіл.

## Демографія
Згідно з переписом 2010 року, у місті мешкали 564 особи в 241 домогосподарстві у складі 157 родин. Густота населення становила 416 осіб/км².  Було 280 помешкань (207/км²).
Расовий склад населення:
| - 98,2 % — білих - 0,4 % — чорних або афроамериканців - 0,2 % — азіатів |

До двох чи більше рас належало 0,5 %. Частка іспаномовних становила 0,9 % від усіх жителів.
За віковим діапазоном населення розподілялося таким чином: 24,6 % — особи молодші 18 років, 58,7 % — особи у віці 18—64 років, 16,7 % — особи у віці 65 років та старші. Медіана віку мешканця становила 40,9 року. На 100 осіб жіночої статі у місті припадало 93,8 чоловіків;  на 100 жінок у віці від 18 років та старших — 90,6 чоловіків також старших 18 років.
Середній дохід на одне домашнє господарство  становив 58 506 доларів США (медіана — 48 672), а середній дохід на одну сім'ю — 71 263 долари (медіана — 57 375). Медіана доходів становила 50 385 доларів для чоловіків та 41 346 доларів для жінок. За межею бідності перебувало 7,3 % осіб, у тому числі 3,3 % дітей у віці до 18 років та 6,4 % осіб у віці 65 років та старших.
Цивільне працевлаштоване населення становило 296 осіб. Основні галузі зайнятості: освіта, охорона здоров'я та соціальна допомога — 23,3 %, виробництво — 11,5 %, роздрібна торгівля — 10,8 %.